# Korçë (huyện)
Korçë là một quận thuộc hạt Korçë, Albania. Quận này có diện tích 1752 km² và dân số năm 2002 là 143499 người, mật độ 82 người/km².